# Konjiška vas
Konjiška vas este o localitate din comuna Slovenske Konjice, Slovenia, cu o populație de 172 de locuitori.